# Zarter Birken-Täubling
Der Zarte Birken-Täubling (Russula gracillima) ist ein Pilz aus der Familie der Täublingsverwandten (Russulaceae). Das Art-Epitheton leitet sich vom lateinischen Adjektiv gracilis ab, was so viel wie zart oder schlank bedeutet.

## Merkmale

### Makroskopische Merkmale
Der Hut ist 2–6 cm breit. Gewöhnlich ist er in der Mitte trüb grünlich oder oliv gefärbt und hat einen rosa Rand. Er kann aber auch rein rosa oder blass violett gefärbt sein. Jung ist der Pilz konvex, dann ausgebreitet und manchmal hat er einen kleinen Buckel. Die Huthaut lässt sich zu einem Drittel bis maximal zur Hälfte abziehen. Ältere Fruchtkörper haben oft einen gerieften Rand. Der zerbrechliche und weich-fleischige Stiel ist im Verhältnis zum Hut lang. Er ist oft rosa geflammt. Die Lamellen laufen kaum am Stiel herab und sind cremefarben, wie auch das Sporenpulver. Die Lamellenschneiden sind nicht gesägt oder gezackt, wenn man sie mit der Lupe betrachtet. Das Fleisch ist weiß und schmeckt mäßig scharf.

### Mikroskopische Merkmale
Die Sporen sind breit-elliptisch, 7–9 µm lang und 5–7 µm breit, mit bis zu 1 µm hohen, meist isoliert stehenden Warzen. Zwischen den Warzen sind keine oder nur sehr wenige verbindende Linien ausgebildet. Die zahlreichen Huthaut-Zystiden sind zylindrisch bis leicht keulenförmig und bis zu 10 µm breit, nicht oder einfach septiert.
Die Basidien sind 42–48 µm lang und 8,5–11,5 μm breit, mit vier 4,5–5,5 µm breiten Sterigmen. Die Zystiden sind langkeulig oder bauchig mit meist 1(–2) Einschnürungen, mit kurzem, 0,5–2 μm langem Appendikul oder zu einem Spitzchen ausgezogen, 58–85 × 9,5–13,5 µm, meist 70 µm lang und 11 μm breit. In Sulfovanillin färben sie sich mit Ausnahme des Stielchens und des eventuell vorgezogenen Spitzchens blau an.

## Artabgrenzung
Zu den ähnlichen Arten gehört der Birken-Spei-Täubling Russula betularum, der oft unter Birken gefunden wird, und obwohl er häufiger blasser ist, kann er leicht für einen ausgebleichten Birken-Täubling gehalten werden. Seine Lamellen und sein Sporenpulver sind weiß und er hat einen deutlich schärferen Geschmack.

Auch der Wechselfarbige Spei-Täubling Russula fragilis ist sehr ähnlich, er kann an den gleichen Standorten vorkommen. Er ist normalerweise dunkler und stärker purpurfarben und hat gesägte oder gekerbte Lamellenschneiden, die unter einer Lupe unverkennbar sind.

## Ökologie
Der Zarte Birken-Täubling ist ein Mykorrhizapilz der Birke. Normalerweise findet man ihn vom Sommer bis in den späten Herbst hinein in kleinen Gruppen unter Birken oder seltener unter Weiden.
Er wächst gerne an feuchten grasigen Stellen auf sauren, nährstoffarmen Sand-, Ton-, Lehm- oder Moorböden. Über Kalk ist er sehr selten. Typische Standorte für den Zarten Birken-Täubling sind Moore, Birkenbrüche oder andere wassernahe Standorte unter Birken. Man kann den Täubling aber auch an Waldrändern, Waldwegen oder in Parkanlagen finden.

## Verbreitung

Europäische Länder mit Fundnachweisen des Zarten Birken-Täublings.
Legende:
Länder mit Fundmeldungen
Länder ohne Nachweise
keine Daten
außereuropäische Länder

Der Zarte Birken-Täubling ist eine holarktische Art, die vorwiegend in temperaten bis borealen Klimazonen vorkommt und teilweise bis in submeridionale Bereiche vordringt. Man findet den Täubling in Nordasien (Ostsibirien, Japan), Nordamerika (USA, Kanada) und Europa. In Europa ist Spanien und Italien seine südliche Verbreitungsgrenze und im Südosten Slowenien. Im Westen kommt er in Frankreich, den Niederlanden und Großbritannien vor. Dort findet man ihn bis zu den Hebriden. In Nordeuropa ist der Täubling stark verbreitet und kann in ganz Fennoskandinavien gefunden werden. Die Nordgrenze seines Verbreitungsgebietes liegt in Lappland.
In Deutschland kommt der Täubling in allen Bundesländern vor. Sein Verbreitungsgebiet erstreckt sich von den Ostfriesischen Inseln im Norden bis ins Alpenvorland. Insgesamt ist er sehr lückig gestreut und überall selten.

## Systematik
Der Zarte Birken-Täubling wird in die Untersektion Exalbicantinae gestellt, die innerhalb der Sektion Firmae steht. Die Untersektion enthält kleinere bis mittelgroße Täublinge mit vorwiegend rosa bis weinrötlich gefärbten Hüten. Der Stiel ist weiß oder rosa überlaufen und neigt bei Feuchtigkeit zum Grauen. Die Täublinge schmecken schärflich bis scharf und haben creme- bis ockerfarbenes Sporenpulver.

## Bedeutung
Der Speisewert des Pilzes ist unbekannt. Aufgrund seines scharfen Geschmacks muss man aber davon ausgehen, dass er zumindest roh genossen leicht giftig ist.